# 220P/McNaught
220P/McNaught, o anche cometa McNaught 1, è una cometa periodica appartenente alla famiglia delle comete gioviane. La cometa è la prima delle numerose comete periodiche scoperte dall'astronomo australiano Robert H. McNaught: la riscoperta della cometa il 28 aprile 2009 ha permesso di numerarla definitivamente.
Sono stati finora osservati tutti i passaggi al perielio successivi alla sua scoperta.